# Fanac
Fanac fue un fanzine de ciencia ficción estadounidense editado en Berkeley por Terry Carr y Ron Ellik entre 1958 y 1961, y luego por Walter H. Breen hasta su cierre en 1963; de acuerdo al historiador Joseph L. Sanders, Fanac editó alrededor de 100 números. Fue una de las publicaciones más populares en su tipo de dicha época, y centró sus artículos en noticias y eventos relacionados al fandom del género, además de artículos de crítica literaria e información sobre escritores de la ciencia ficción.
En 1959 ganó el Premio Hugo al mejor fanzine, y de acuerdo al crítico e historiador de la ciencia ficción Peter Nicholls llegó a ser un referente de los fanzines que se editaron con posterioridad en Estados Unidos.